# Каліфорнійський енцефаліт
Каліфорнійський енцефаліт (англ. California encephalitis) — природно-осередкова арбовірусна трансмісивна хвороба, що перебігає з інтоксикаційним синдромом і ознаками енцефаліту або менінгоенцефаліту.

## Актуальність
У загальній структурі арбовірусних енцефалітів на енцефаліти, які спричинюють віруси каліфорнійської антигенної групи, припадає від 20 до 60 %. У США вважається другою за причиною ураження головного мозку після гарячки Західного Нілу.

## Етіологія
Збудник — вірус з роду Bunyavirus родини Bunyaviridae і входить до складу серогрупи California і антигенного комплексу каліфорнійського енцефаліту, що включає антигенно близькі віруси:
- енцефаліту Ла-Кросс[1] з підвидом Snowshoe hare,
- Tahyna (Lumbo),
- Inkoo,
- Jamestown Canyon,
- Cache Valley.

## Епідеміологічні особливості
Зустрічається в основному в Північній Америці, переважно на Середньому Заході в сільській зоні. Основний переносник — лісові комарі Aedes triseriatus, у яких спостерігається трансоваріальна передача вірусів. Хворіють частіше діти у віці 5–10 років, чоловічої статі. Захворювання з найбільшою частотою реєструються в літній період року. Контингентами високого ризику зараження є люди, які працюють у лісі, відвідують їх, діти, які мешкають на міських околицях. Після хвороби формується стійкий імунітет.

## Патогенез
Після первинної реплікації вірусу виникає вірусемія, що обумовлює розвиток загальнотоксичної синдрому і дисемінацію збудника в центральну нервову систему. В оболонах і речовині мозку виникають набряк, запальна інфільтрація і вогнища некрозу нервових клітин.

## Клінічні прояви
Характерна гарячка з головним болем, менінгіт і енцефаліт. У дітей до 1 року єдиним стійким симптомом є раптовий розвиток гарячки (39–40 °C), часто супроводжується судомами. Спостерігається вибухання тім'ячка, ригідність кінцівок, патологічні рефлекси. У віці 5–14 років відзначаються скарги протягом 2–3 днів на головний біль, гарячку, сонливість, потім з'являються нудота, блювання, м'язовий біль, фотофобія, судоми у 25 % всіх хворих. У дорослих раптово з'являються гарячка, нудота, блювання, головний біль. Через добу в типових випадках розвиваються сплутаність свідомості, дезорієнтація. Може спостерігатися розширення судин кон'юнктиви і шкірний висип. Можуть розвиватися геми- або монопарези. Гарячка і неврологічні прояви зберігаються від декількох днів до 1 міс., але частіше — 4–14 днів. Летальність сягає 2 %. Залишкові явища у вигляді вираженої астенії, рідше
(30 %) — органічні синдроми (парези, психоорганічні зміни).

## Діагностика
Клінічні прояви менінгіту та енцефаліту при різних по етіології захворюваннях каліфорнійської групи дуже подібні, що ускладнює постановку етіологічного діагнозу без додаткових епідеміологічних та серологічних даних. Є вікові відмінності у проявах арбовірусних енцефалітів.
У клінічному аналізі крові — невеликий нейтрофільоз, у спинномозковому лікворі — спочатку нейтрофільний, потім лімфоцитарний плеоцитоз (до 1000 клітин в 1 мкл) і невелике підвищення концентрації білка. Специфічна діагностика заснована на виявленні у лікворі та крові методом полімеразної ланцюгової реакції (ПЛР) або визначенні антитіл в реакції гемаглютинації (РГА), зв'язування комплементу (РЗК), нейтралізації (РН), імунофлюоресценції (РІФ). Доказовим є підвищення титру в парних сироватках у динаміці (не менше 1:320 в РГА, 1:128 в РЗК, 1:160 в РН, 1:256 в РІФ).

## Лікування
Терапія носить патогенетичний характер, тому що наразі етіотропних засобів не існує. Часто необхідно використання протисудомних засобів (фенітоїн, діазепам).

## Профілактика
Вакцина проти збудника нині не розроблена. Проводяться захисні дії проти укусів комарів в ендемічних районах (репеленти, антимоскітні сітки та завіси, захисна одежа тощо).